# Uropsilus funiushanensis
Uropsilus funiushanensis ist eine Säugetierart aus der Gattung der Spitzmausmaulwürfe innerhalb der Maulwürfe (Talpidae). Sie kommt im zentralen China vor und bewohnt dort verschiedene Waldlandschaften im Gebirgszug des Funiu-Shan. Wie alle Spitzmausmaulwürfe ähneln die Tiere bezüglich ihres langen Körpers, des langen Schwanzes, der spitzen Schnauze und der sichtbaren Ohren äußerlich den Spitzmäusen. Markant ist das gelblich-braune Rückenfell und der zweifarbige Schwanz. Über die Lebensweise ist nichts bekannt, ebenso wie über eventuelle Gefährdungen des Bestandes. Die Art wurde im Jahr 2025 wissenschaftlich eingeführt.

## Merkmale

### Habitus
Uropsilus funiushanensis ist ein mittelgroßer Vertreter der Spitzmausmaulwürfe. Die Kopf-Rumpf-Länge variiert von 6,6 bis 7,8 cm, der Schwanz wird 5,3 bis 6,3 cm lang. Mit 80 % der Länge des restlichen Körpers ist der Schwanz vergleichsweise kurz. Die Maße beruhen auf der Analyse von 18 Individuen. Die Art ist somit kleiner als der Dabieshan-Spitzmausmaulwurf (Uropsilus dabieshanensis) und größer als der Chinesische Spitzmausmaulwurf (Uropsilus gracilis). Wie alle Angehörigen der Gattung ähneln die Tiere in ihrem äußeren Erscheinungsbild den Spitzmäusen, hervorgerufen durch die allgemeine Körperform, die spitze, langgestreckte Schnauze und den langen Schwanz. Das Rückenfell besitzt eine gelblich-braune Farbgebung. Die Einzelhaare haben gräuliche Basen und bräunlich-gelbe Spitzen. Auf der Unterseite überwiegt eine gräulich-schwarze Kolorierung. Der Schwanz ist robust, er zeigt eine schwarze Ober-  und eine leicht hellere Unterseite. Eine Schwanzquaste ist nur wenig ausgebildet. Die Hinterfußlänge beträgt 1,3 bis 1,6 cm, was 19,6 % der Körperlänge entspricht.

### Schädel- und Gebissmerkmale

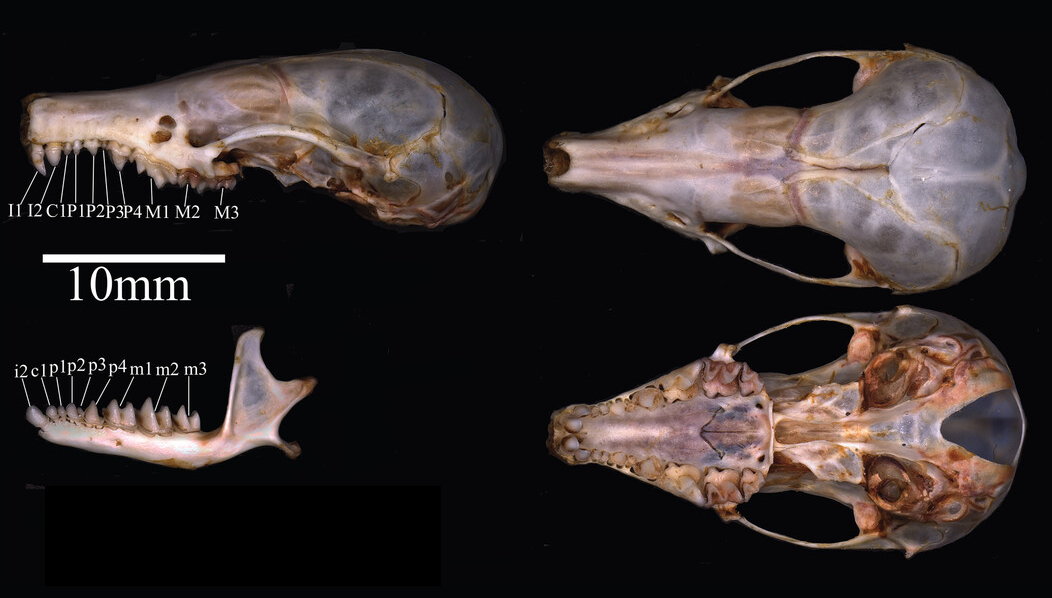
Schädel und Unterkiefer von Uropsilus funiushanensis

Der Schädel ist 20,0 bis 21,4 mm lang, am Jochbogen wird er 10,1 bis 11,3 mm breit. Im Bereich des Hirnstchädels liegt die Höhe bei 6,5 bis 7,5 mm. In Aufsicht besitzt der Schädel eine elliptische Form. Das Rostrum wirkt kurz und kräftig mit einem breiten Oberkiefer. Die Jochbögen sind vollständig entwickelt, schlank und nur leicht nach außen gebogen. Im letztere Merkmal unterscheidet sich Uropsilus funiushanensis vom Sichuan-Spitzmausmaulwurfs (Uropsilus soricipes), dessen Jochbögen gerade verlaufen. Das Foramen lacrimale und das Foramen infraorbitale haben vergleichbare Größen. Die Gaumenlänge variiert zwischen 9,0 und 10,0 mm, während der Unterkiefer 13,5 bis 15,0 mm in der Länge misst.
Das Gebiss besteht aus 38 Zähnen, die Zahnformel lautet: {\displaystyle {\frac {2.1.4.3}{1.1.4.3}}} Sie entspricht damit der des Großteils der anderen Spitzmausmaulwürfe, weicht aber von der des Anderson-Spitzmausmaulwurfs (Uropsilus andersoni), des Gleichzahn-Spitzmausmaulwurfs (Uropsilus aequodonenia) und des Sichuan-Spitzmausmaulwurfs ab. Im oberen Gebiss übertrifft bei Uropsilus funiushanensis der innere Schneidezahn den äußeren an Größe. Beide stehen eng beieinander, im Unterschied zum Dabieshan-Spitzmausmaulwurf und zum Chinesischen Spitzmausmaulwurf mit jeweils einer kleinen Lücke. Der Eckzahn wiederum ist wenig kleiner als der erste Prämolar. Im unteren Gebiss reduziert sich die Größe vom Schneidezahn zum ersten Prämolaren kontinuierlich. In beiden Gebisshälften ist jeweils der vierte Prämolar am größten und der dritte am kleinsten. Dagegen sind oben der erste und zweite Molar größer als der dritte, während unten der zweite Mahlzahn den größten repräsentiert. Die obere Zahnreihe wird 8,7 bis 9,6 mm lang, die untere 7,8 bis 8,5 mm.

## Verbreitung und Lebensraum

Verbreitungsgebiet von Uropsilus funiushanensis

Das Verbreitungsgebiet von Uropsilus funiushanensis liegt im zentralen China. Nachweispunkte sind aus Shennongjia in der Provinz Hubei und aus Xiaoqinling, Yaoshan, Tianchishan, Yanzishan und Longyuwan, alle in der Provinz Henan, bekannt. Es handelt sich um das bisher nördlichste Vorkommen der Spitzmausmaulwürfe und verbindet die Lebensbereiche andere Populationen der Gattung in den Gebirgszügen des Qin Ling im Westen und des Dabie Shan im Osten. Die Tiere bewohnen die Gebirgslandschaften des Funiu-Shan und nutzen unterschiedliche Habitate von Laubwäldern über Nadelwälder mit dicker Humusschicht bis hin zu Mischwäldern und Bambuswäldern. Die Höhenverbreitung reicht von 889 bis 2100 m.

## Lebensweise
Über die Lebensweise von Uropsilus funiushanensis sind wie bei den meisten Spitzmausmaulwürfen keine Informationen bekannt.

## Systematik
Uropsilus funiushanensis ist eine eigenständige Art innerhalb der Gattung der Spitzmausmaulwürfe (Uropsilus). Diese besteht gegenwärtig aus knapp einem Dutzend Arten. Einige Forscher nehmen aber eine deutlich höhere Anzahl an, da nach genetischen Untersuchungen einige kryptische Arten bestehen. Die Spitzmausmaulwürfe gehören zur Familie der Maulwürfe (Talpidae) und stehen innerhalb dieser in der eigenen Unterfamilie der Uropsilinae als momentan einziges Mitglied. Die Uropsilinae gelten als relativ urtümliche Vertreter der Maulwürfe, die sich durch ein spitzmausartiges Äußeres mit langem Schwanz und sichtbaren Ohren charakterisieren. Die seitlich gepressten Krallen eignen sich nicht zum Graben, so dass die Tiere weitgehend oberirdisch leben. Ursprünglich reichte das Verbreitungsgebiet der Gruppe weit über Eurasien, heute ist sie auf kleine, zumeist gebirgige Refugien im östlichen und südöstlichen Asien beschränkt. Gattung und Unterfamilie können als wenig erforscht eingestuft werden, dies betrifft sowohl die Lebensweise als auch die Artenvielfalt sowie die systematische Untergliederung. Für letzteres wurden in der forschungsgeschichtlichen Vergangenheit wenigstens drei unterschiedliche Gattungen postuliert, deren Unterscheidung anhand der Zahnanzahl (Uropsilus mit 34 sowie Nasillus und Rhynchonax mit je 38 Zähnen in unterschiedlicher Anordnung) erfolgte. Molekulargenetischen Analysen zufolge trennten sich die Spitzmausmaulwürfe im Mittleren Eozän vor rund 47 Millionen Jahren von den anderen Linien der Maulwürfe ab. Eine stärkere Aufsplitterung der der Gruppe erfolgte aber erst im Übergang vom Miozän zum Pliozän vor etwa 6,8 Millionen Jahren. Genetisch formte sich die Linie von Uropsilus funiushanensis im Altpleistozän vor etwa 2,16 Millionen Jahren heraus. Während morphologisch deutliche Übereinstimmungen zur Verwandtschaftsgruppe um den Chinesischen Spitzmausmaulwurf (Uropsilus gracilis) bestehen, stellt genetisch der Sichuan-Spitzmausmaulwurf (Uropsilus soricipes) den nächsten Verwandten dar. Zu dieser Gemeinschaft gehört auch eine mögliche eigenständige, bisher unbeschriebene Population aus dem Qin Ling in der chinesischen Provinz Shaanxi, welche teilweise unter der provisorischen Bezeichnung „Uropsilus qinlingensis“ geführt wird.
Die wissenschaftliche Erstbeschreibung erfolgte durch ein Wissenschaftlerteam um Jiang Haijun im Jahr 2025. Ihr gingen wissenschaftliche Feldforschungen in den Gebirgslandschaften der chinesischen Provinz Henan im Jahr 2022 voraus, während denen insgesamt 18 Individuen an verschiedenen Lokalitäten gesammelt werden konnten. Bereits zuvor war über ein Exemplar der Spitzmausmaulwürfe aus dem Waldgebiet von Shennongjia des Daba Shan in der benachbarten Provinz Hubei berichtet worden, das in früheren genetischen Untersuchungen als eigenständige Entwicklungslinie eingestuft wurde. Diese galt als nahe verwandt mit dem Chinesischen Spitzmausmaulwurf, erhielt aber je nach Bearbeiter die vorläufigen Bezeichnungen „Uropsilus sp. 1“ beziehungsweise „Uropsilus sp. 7“. Die schlechte Überlieferung des Individuums erlaubte in der Studie von Jiang und Kollegen aus dem Jahr 2025 keine exakte morphologische Zuweisung, doch fiel es genetisch in die Variationsbreite der Tiere aus Henan und wurde daher der neuen Art zugesprochen. Unter den neu gesammelten Tieren wählten die Forscher ein ausgewachsenen männliches Tier aus Yanzishan in der kreisfreien Stadt Lingbao in Henan als Holotyp für Uropsilus funiushanensis aus. Diéses stammt aus einer Höhenlage von 889 m. Die Region gilt somit als Typusgebiet. Das Artepitheton funiushanensis bezieht sich auf die Gebirgskette des Funiu-Shan als Verbreitungsgebiet der Tiere.

## Bedrohung und Schutz
Uropsilus funiushanensis wird gegenwärtig nicht von der IUCN erfasst. Zur Gefährdungslage des Bestandes gibt es keine Informationen.